# Patinellaria sanguinea
Patinellaria sanguinea (Pers.) P. Karst. – gatunek grzybów z typu Leotiomycetes.

## Systematyka i nazewnictwo
Pozycja w klasyfikacji według Index Fungorum: Thedgonia, Incertae sedis, Helotiales, Leotiomycetidae, Leotiomycetes, Pezizomycotina, Ascomycota, Fungi.
Po raz pierwszy zdiagnozował go w 1794 r. Christiaan Hendrik Persoon, nadając mu nazwę Peziza sanguinea. Obecną, uznaną przez Index Fungorum nazwę nadał mu Petter Adolf Karsten w 1885 r. Pozostałe synonimy:
- Durella sanguinea (Pers.) Nannf. 1932
- Patellaria sanguinea (Pers.) P. Karst., 1870
- Patellea sanguinea (Pers.) Rehm 1890
- Phialea sanguinea (Pers.) Gillet 1881
- Tapesia sanguinea (Pers.) Fuckel 1870[2].

## Zasięg występowania i siedlisko
Znane jest występowanie Patinellaria sanguinea w Europie, Ameryce Północnej i Azji. W Polsce jego występowanie podał Bogumir Eichler w 1902 i 1907 r. (jako Durella sanguinea), w późniejszych latach podano nowe stanowiska.
Grzyb nadrzewny występujący na drewnie drzew liściastych i iglastych.